# جغرافیای موریتانی

موقعیت موریتانی در قاره آفریقا.

موریتانی کشوری است در غرب قاره آفریقا و هم جزئی از منطقه ساحل صحرا و هم جزئی از مغرب عربی به‌شمار می‌آید. این کشور به‌طور کلی مسطح است و ۱۰۳۰۷۰۰ کیلومتر مربع آن دشت‌های خشک و وسیعی را تشکیل می‌دهد که گاه توسط برآمدگی‌های صخره‌ای شکسته شده‌است.
موریتانی از شمال غرب به صحرای غربی، از شمال شرق به الجزایر، از جنوب شرق به مالی و در جنوب به سنگال محدود می‌شود. از غرب، این کشور با اقیانوس اطلس هم‌مرز است و خط ساحلی آن تقریباً ۷۵۴ کیلومتر امتداد دارد. مرزهای موریتانی توسط استعمارگران فرانسوی و اسپانیایی ترسیم شده‌اند، که این امر صاف بودن خطوط آن را توضیح می‌دهد.
بیشتر جمعیت در شهرهای نواکشوت (پایتخت) و نواذیبو و در امتداد رودخانه سنگال در بخش جنوبی کشور متمرکز شده‌اند. بخش اعظم موریتانی بخشی از صحرای بزرگ آفریقا است. تا دهه ۱۹۷۰ که خشکسالی بیشتر این منطقه از آفریقا را تحت تأثیر قرار داد، بخش بزرگی از جمعیت موریتانی کوچ‌نشین بودند. ثروت این کشور در ذخایر معدنی گسترده و مناطق ماهیگیری غنی در اقیانوس اطلس نهفته‌است. ثروت معدنی کشور شامل ذخایر بزرگ سنگ آهن، مس و گچ است که همگی در حال بهره‌برداری هستند و همچنین برخی منابع نفتی.
این کشور به ۱۵ استان تقسیم شده و پایتخت آن نواکشوت (در زبان بربر به معنی جای بادخیز) در کرانه اقیانوس اطلس واقع شده‌است. دو شهر بزرگ دیگر آن عبارتند از نوادیبو، در شمال، و روسو، در جنوب. سه فرودگاه اصلی کشور فرودگاه بین‌المللی نواکشوت-ام تونسی، فرودگاه بین‌المللی نوادیبو و فرودگاه تازادیت هستند.

## جغرافیای فیزیکی

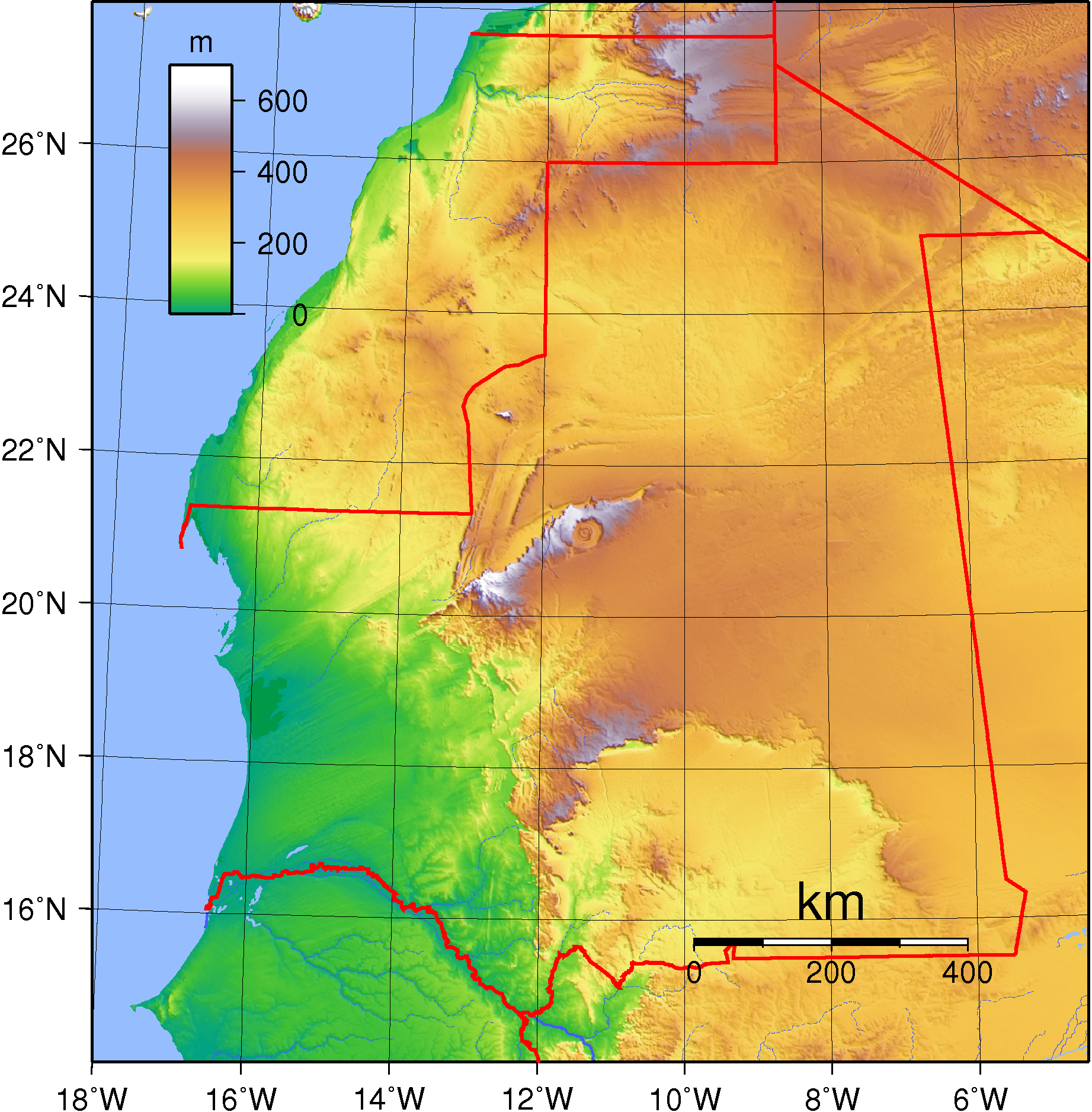
نقشه ناهمواری‌های موریتانی.

موریتانی به چهار منطقه طبیعی تقسیم می‌شود:
- در امتداد ساحل اقیانوس اطلس یک صحرای شنی بزرگ گسترش یافته‌است.
- منطقه مرکزی که پر از فلات‌های شیب‌دار است.
- در شرق حوضه‌هایی بزرگ از تپه‌های شنی قرار دارد.
- رودخانه سنگال دره‌ای در امتداد مرز جنوبی کشور کنده‌است.

دشت‌های ساحلی کمتر از ۴۵ متر و دشت‌های مرتفع داخلی از ۱۸۰ تا ۲۳۰ متر بالاتر از سطح دریا ارتفاع دارند. فلات ادرار بلندترین فلات کشور است و بلندای آن به ۵۰۰ متر می‌رسد. جالب‌ترین عارضه طبیعی موریتانی چشم صحرا نام دارد که در مرکز شمال کشور واقع شده و لایه‌هایی دایره‌وار از رسوبات دارد. کَدیة الجِل، نزدیک به شهر زویرات، با هزار متر ارتفاع بلندترین نقطه کشور است.
منابع زیستی اصلی شامل تالاب‌های فصلی گسترده در جنوب شرقی موریتانی و همچنین تالاب‌های ساحلی در ساحل اقیانوس اطلس است. این تالاب‌ها به‌عنوان کانون‌های تنوع زیستی در مقابل گستره وسیع شن‌های روان و صخره‌های صحرا و منطقه ساحل صحرا با پوشش گیاهی کم و آب شیرین کمیاب است، قرار می‌گیرد. این تالاب‌ها مکان‌های بسیار مهمی برای پرورش، عبور و زمستان‌گذرانی میلیون‌ها پرنده مهاجر است.

## آب‌وهوا
آب و هوای کشور به‌طور کلی بسیار گرم و بسیار خشک است، بیشتر مناطق کشور بیابانی است و توسط بزرگترین صحرای گرم جهان یعنی صحرای بزرگ آفریقا اشغال شده‌است. در انتهای جنوب، با عبور از ساحل صحرا، آب و هوا نیمه‌بیابانی می‌شود. تابستان‌ها همه جا گرم اما در حاشیه اقیانوس اطلس معتدل است. موریتانی چهار ماه فصل بارندگی دارد (از ژوئن تا سپتامبر).
مدار راس‌السرطان از نیمه شمالی صحرا در موریتانی عبور می‌کند. در این منطقه بادهای قاره‌ای غالب در تمام طول سال می‌وزد. میزان بارندگی در این منطقه کمتر از ۱۰ سانتی‌متر در سال است و در صورت وقوع، بارندگی معمولاً رگباری و کوتاه است. در جنوب، دره سنگال، این منطقه حدود ۶۶ سانتی‌متر در سال بارندگی دارد که عمدتاً در طول سه یا چهار ماه تابستان رخ می‌دهد. میانگین دما در طول روز در بیشتر مناطق موریتانی ۳۷٫۸ درجه سانتی‌گراد و در شب بسیار خنک‌تر است، گاهی اوقات تا نزدیک به صفر درجه سانتی‌گراد.
بارندگی نامنظم و اندک پوشش گیاهی کمی را برای این کشور میسر نموده، اگرچه درختان نخل در اطراف واحه‌های بزرگتر و در برخی از فلات‌های مرتفع در شرق کشت می‌شود. گله‌های شتر، بز و گوسفند که قبلاً در این مناطق بودند، طی خشکسالی‌های پی در پی در دهه‌های ۱۹۷۰ و ۱۹۸۰ کاهش زیادی یافتند. کمربند باریکی از خاک آبرفتی غنی و پرآب که در امتداد دره رودخانه سنگال در جنوب امتداد دارد. سالانه به‌طور میانگین ۱۰–۲۵ اینچ بارندگی دارد و مرکز کشاورزی کشور است.
نوار وسیع شرقی-غربی که از ناحیه رودخانه‌ای رود سنگال تا شمال نواکشوت امتداد دارد. تا همین اواخر، میانگین بارندگی سالانه ۴ تا ۱۸ اینچ داشت که برای رشد علفزارهای ساوانا مناسب و برای گله‌داری گاو و گوسفند کافی بود. با این حال، کاهش بارندگی باعث کاهش علفزارها شده و بسیاری از ساکنان را مجبور به نقل مکان به سمت جنوب به منطقه رودخانه‌ای یا مهاجرت به شهرهای بزرگتر کرده‌است. بارندگی‌ها در موریتانی معمولاً با رعد و برق‌های شدید و موضعی همراه است.

## گسترش بیابان

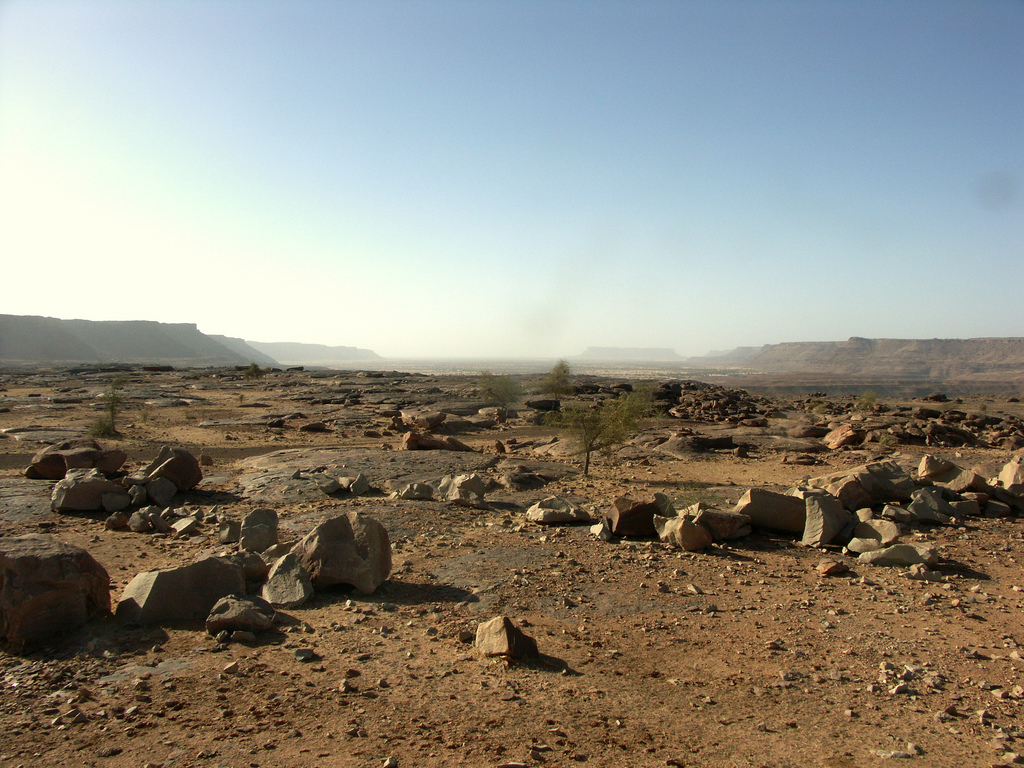
گردنه جوک در نزدیکی کِرو. این منطقه روزبه‌روز خشک‌تر می‌شود.

آب و هوای موریتانی از زمان شروع خشکسالی طولانی در دهه ۱۹۶۰ به شدت تغییر کرده‌است، که بخشی از الگوی تکرارشونده چرخه‌های مرطوب و خشک مشترک در آفریقای ساحلی است. با این حال، کارشناسان اتفاق نظر دارند که چرای بی‌رویه، جنگل‌زدایی، برهنه شدن پوشش زمین در اطراف چاه‌ها، روش‌های نامناسب کشاورزی و ازدیاد جمعیت، خشکسالی را تشدید کرده‌است.
در موریتانی خط هم‌بارش که میزان بارندگی سالانه ۱۵۰ میلی‌متری را نشان می‌دهد - که حداقل لازم برای دامداری در نظر گرفته می‌شود - حدود ۱۰۰ کیلومتر به سمت جنوب رفته و به نقطه‌ای در جنوب نواکشوت رسیده‌است. در طول دهه ۱۹۸۰، بیابان با سرعت تخمینی ۶ کیلومتر در سال به سمت جنوب پیش می‌رفت. هر منطقه آب و هوایی عمده به سمت جنوب تغییر کرده بود و در برخی موارد شرایط نزدیک به بیابانی به کناره‌های رود سنگال هم رسیده بود. در اواخر دهه ۱۹۸۰، بیابان‌زایی اساساً الگوهای سکونتگاهی کشاورزی-گله‌داری و انسانی را تغییر داد. از دست دادن پوشش زمین در منطقه ساحل صحرا، حیوانات و مردم را در جستجوی غذا و آب به سمت جنوب سوق داده و پهنه‌های جدیدی از تپه‌های ماسه‌ای را به وجود آورده‌است. تپه‌های شنی در موریتانی که در حال پیشروی هستند و چاه‌ها، روستاها و جاده‌ها را تهدید می‌کنند. این شن‌های روان حتی در حرکت خود به سمت دریا به نواکشوت حمله‌ور شده‌اند. دولت موریتانی کمک‌هایی بین‌المللی را برای تثبیت شن‌های روان در اطراف نواکشوت دریافت کرده و ۲۵۰ هزار نخل کاشته‌است تا مانعی در برابر بیابان متجاوز ایجاد کند. برای مبارزه بیشتر با خشکی، دولت سدهایی بر روی رودخانه سنگال و شاخه‌های آن ساخته‌است تا مساحت زمین‌های قابل کشت را افزایش دهد.

## نگارخانه

نقشه سیاسی موریتانی
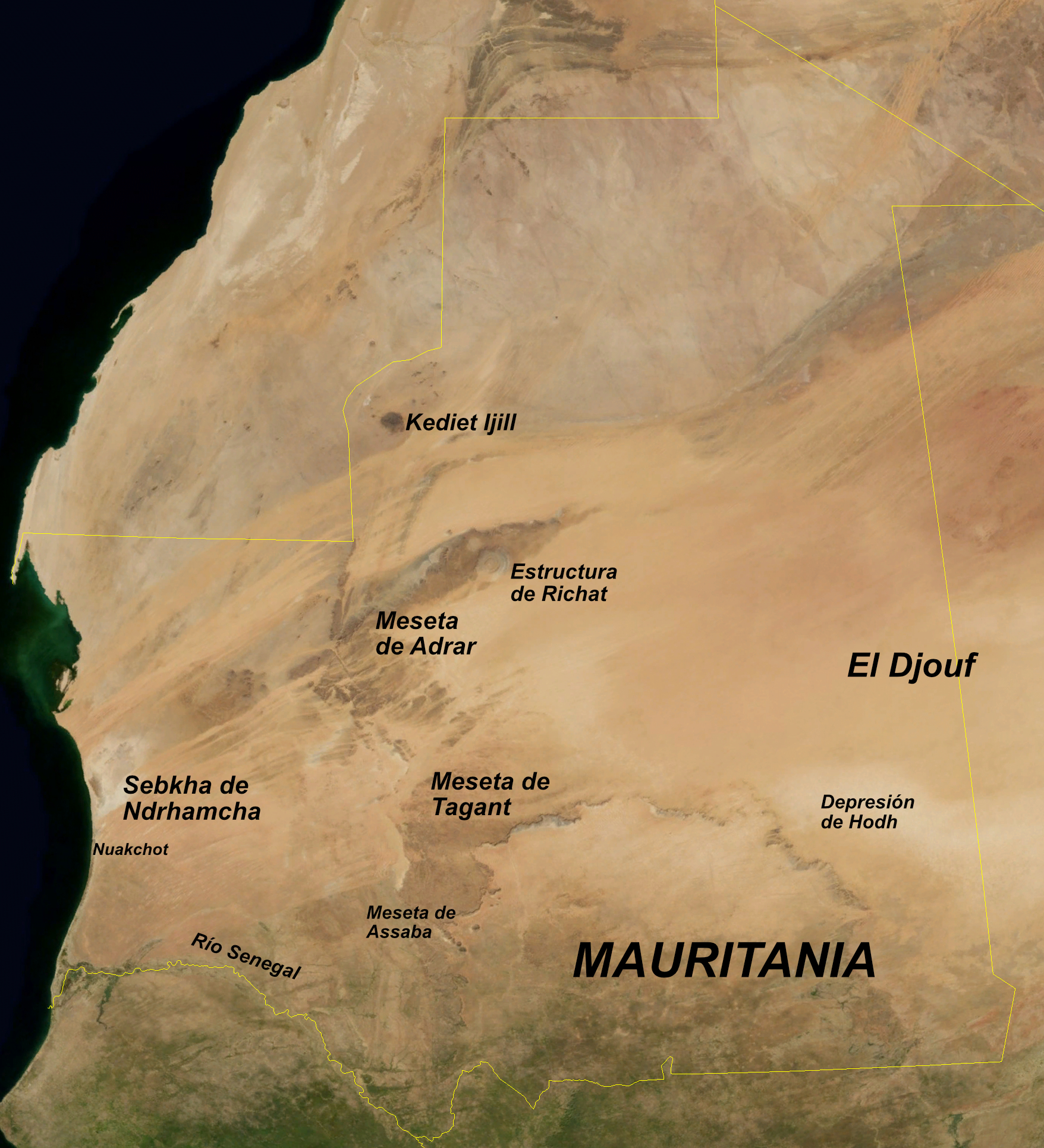
عارضه‌های جغرافیایی بر روی نقشه موریتانی: الجوف، فلات اَدرار، ساختار ریشات (چشم صحرا)، کوه کدیه الجیل، فلات تکانت، سبخة ندرهامشا، فرورفتگی حوض، فلات عصابه، رود سنگال
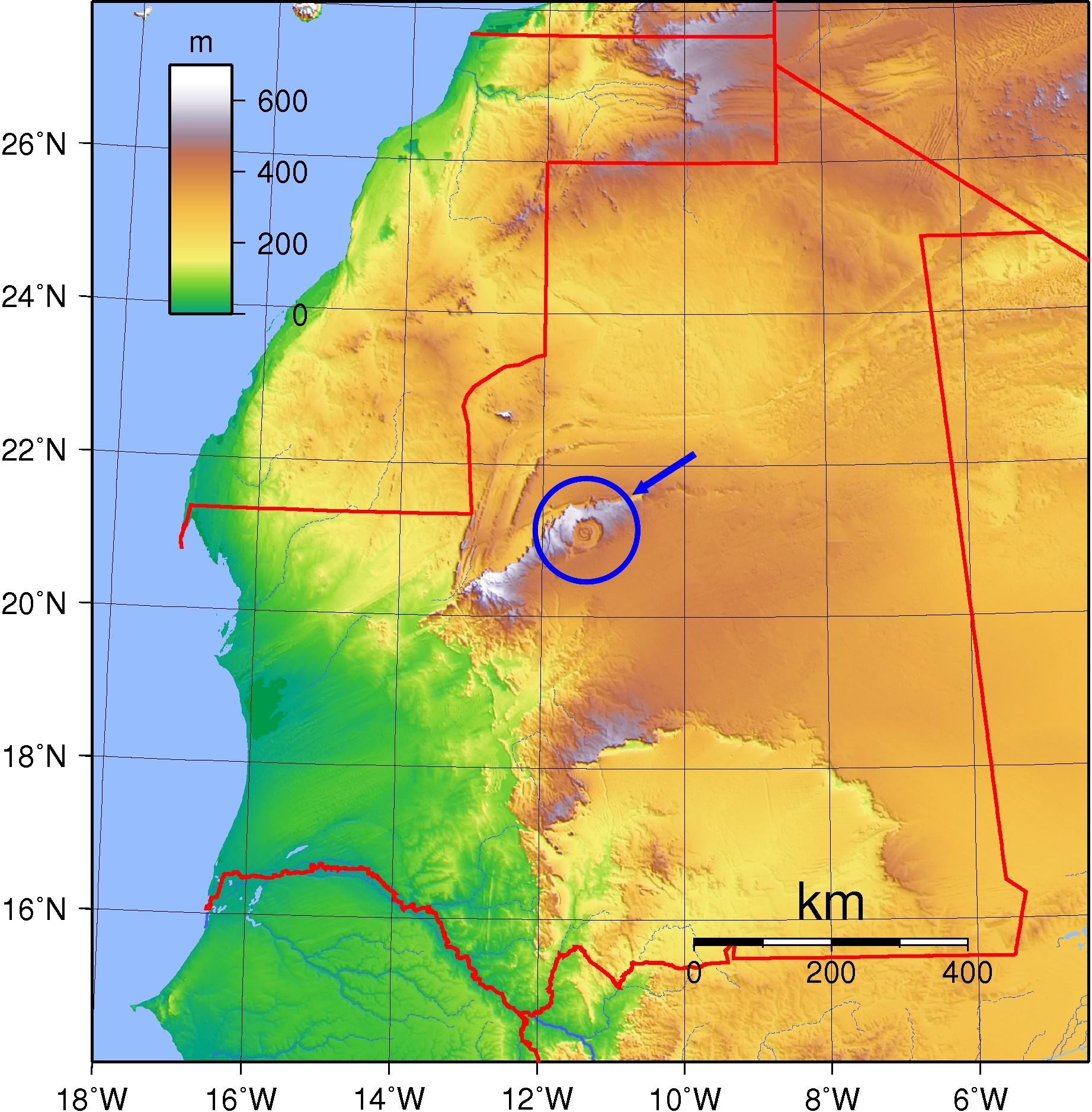
چشم صحرا
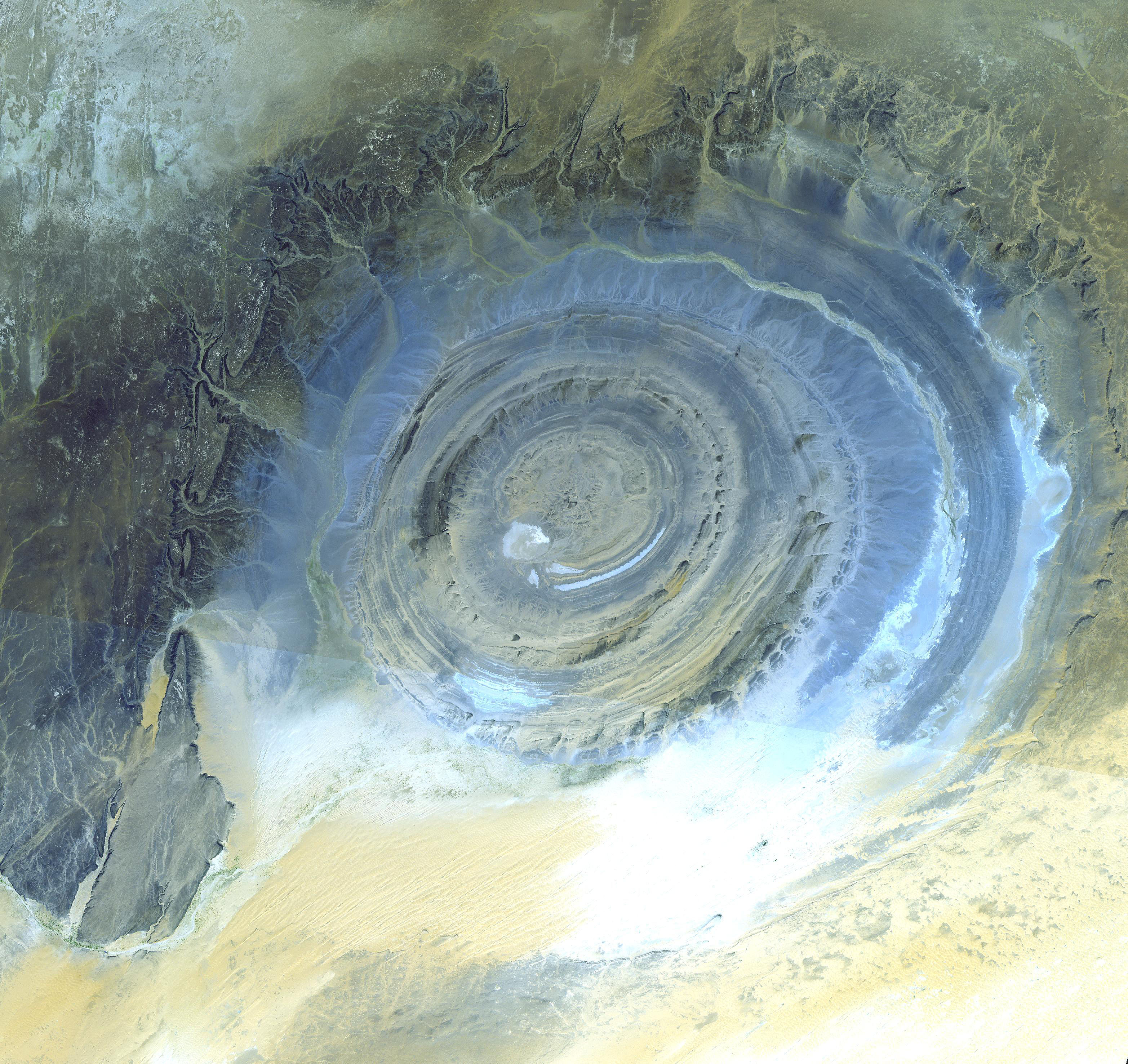
چشم صحرا